# Таскеравес (Огайо)
Таскеравес (англ. Tuscarawas) — селище (англ. village) в США, в окрузі Таскарвас штату Огайо. Населення — 1035 осіб (2020).

## Географія
Таскеравес розташований за координатами 40°23′31″ пн. ш. 81°23′48″ зх. д. / 40.39194° пн. ш. 81.39667° зх. д. (40.391888, -81.396623).  За даними Бюро перепису населення США в 2010 році селище мало площу 1,91 км², з яких 1,84 км² — суходіл та 0,07 км² — водойми.

## Демографія
Згідно з переписом 2010 року, у селищі мешкало 1056 осіб у 439 домогосподарствах у складі 274 родин. Густота населення становила 554 особи/км².  Було 475 помешкань (249/км²).
Расовий склад населення:
| - 99,0 % — білих - 0,5 % — азіатів - 0,1 % — чорних або афроамериканців |

До двох чи більше рас належало 0,5 %. Частка іспаномовних становила 0,4 % від усіх жителів.
За віковим діапазоном населення розподілялося таким чином: 24,1 % — особи молодші 18 років, 58,9 % — особи у віці 18—64 років, 17,0 % — особи у віці 65 років та старші. Медіана віку мешканця становила 39,9 року. На 100 осіб жіночої статі у селищі припадало 99,2 чоловіків;  на 100 жінок у віці від 18 років та старших — 89,6 чоловіків також старших 18 років.
Середній дохід на одне домашнє господарство  становив 60 583 долари США (медіана — 52 500), а середній дохід на одну сім'ю — 75 559 доларів (медіана — 66 071). За межею бідності перебувало 13,4 % осіб, у тому числі 12,8 % дітей у віці до 18 років та 17,6 % осіб у віці 65 років та старших.
Цивільне працевлаштоване населення становило 625 осіб. Основні галузі зайнятості: виробництво — 27,0 %, освіта, охорона здоров'я та соціальна допомога — 22,1 %, мистецтво, розваги та відпочинок — 11,0 %, роздрібна торгівля — 10,2 %.